# 1T-SRAM
1T-SRAM es una tecnología de memoria de acceso aleatorio pseudoestático (PSRAM) introducida por MoSys, Inc., que ofrece una alternativa de alta densidad a la memoria de acceso aleatorio estático (SRAM) tradicional en aplicaciones de memoria integradas. Mosys utiliza una celda de almacenamiento de un solo transistor (celda de bits) como la memoria dinámica de acceso aleatorio (DRAM), pero rodea la celda de bits con circuitos de control que hacen que la memoria sea funcionalmente equivalente a SRAM (el controlador oculta todas las operaciones específicas de DRAM, como la precarga y actualizar). 1T-SRAM (y PSRAM en general) tiene una interfaz SRAM estándar de ciclo único y aparece ante la lógica circundante como lo haría una SRAM. 
Debido a su celda de bit de un transistor, 1T-SRAM es más pequeña que la SRAM convencional (seis transistores o "6T"), y más cercana en tamaño y densidad a la DRAM incorporada (eDRAM). Al mismo tiempo, 1T-SRAM tiene un rendimiento comparable al SRAM en densidades de varios megabits, utiliza menos energía que eDRAM y se fabrica en un proceso lógico CMOS estándar como SRAM convencional. 
MoSys comercializa 1T-SRAM como IP física para uso integrado (en la matriz) en aplicaciones System-on-a-chip (SOC). Está disponible en una variedad de procesos de fundación, incluidos Chartered, SMIC, TSMC y UMC. Algunos ingenieros usan los términos 1T-SRAM y "DRAM embebida" indistintamente, ya que algunas fundación es proporcionan 1T-SRAM de MoSys como "eDRAM". Sin embargo, otras fundaciónes ofrecen 1T-SRAM como oferta distinta. 

## Tecnología
1T SRAM está construido como una matriz de pequeños bancos (típicamente 128 filas × 256 bits/fila, 32 kilobits en total) acoplados a un caché SRAM del tamaño de un banco y un controlador inteligente. Aunque el espacio es ineficaz en comparación con la DRAM normal, las líneas de palabras cortas permiten velocidades mucho más altas, por lo que la matriz puede realizar un sentido completo y precarga (ciclo RAS) por acceso, proporcionando acceso aleatorio de alta velocidad. Cada acceso es a un banco, lo que permite actualizar los bancos no utilizados al mismo tiempo. Además, cada fila leída del banco activo se copia en la memoria caché SRAM del tamaño del banco. En el caso de accesos repetidos a un banco, que no darían tiempo a los ciclos de actualización, existen dos opciones: o los accesos son todos a filas diferentes, en cuyo caso todas las filas se actualizarán automáticamente, o algunas filas se acceden repetidamente. En el último caso, la caché proporciona los datos y da tiempo para que se actualice una fila no utilizada del banco activo. 
Ha habido cuatro generaciones de 1T-SRAM: 
1T-SRAM
Aproximadamente la mitad del tamaño de 6T-SRAM, menos de la mitad de potencia.
1T-SRAM-M
Variante con menor consumo de energía en espera, para aplicaciones como teléfonos móviles.
1T-SRAM-R
Incorpora ECC para menores tasas de errores. Para evitar una penalización de área, utiliza celdas de bits más pequeñas, que tienen una tasa de error inherentemente más alta, pero el ECC lo compensa con creces.
1T-SRAM-Q
Esta versión de "densidad cuádruple" utiliza un proceso de fabricación ligeramente no estándar para producir un condensador plegado más pequeño, lo que permite que el tamaño de la memoria se reduzca a la mitad nuevamente en 1T-SRAM-R. Esto se suma ligeramente a los costos de producción de obleas, pero no interfiere con la fabricación del transistor lógico como lo hace la construcción convencional de condensadores DRAM.

## Comparación con otras tecnologías de memoria integrada
1T-SRAM tiene una velocidad comparable a 6T-SRAM (a densidades de varios megabits). Es una velocidad significativamente más rápida que la eDRAM, y la variante de "densidad cuádruple" es solo un poco más grande (se afirma entre un 10 y un 15%). En la mayoría de los procesos de fundición, los diseños con eDRAM requieren máscaras y pasos de procesamiento adicionales (y costosos), lo que compensa el costo de un troquel 1T-SRAM más grande. Además, algunos de esos pasos requieren temperaturas muy altas y deben tener lugar después de que se formen los transistores lógicos, posiblemente dañándolos. 
1T-SRAM también está disponible en forma de dispositivo (IC). El Nintendo GameCube fue el primer sistema de videojuegos en usar 1T-SRAM como almacenamiento de memoria principal; GameCube posee varios dispositivos 1T-SRAM dedicados. 1T-SRAM también se usa en el sucesor de GameCube, la consola Wii. 
Tenga en cuenta que esto no es lo mismo que 1T DRAM, que es una celda DRAM "sin capacitor" construida con el capacitor de canal parásito de los transistores SOI en lugar de un capacitor discreto. 
MoSys afirma los siguientes tamaños para matrices 1T-SRAM: 
| Process node | Process node   | 250 nm | 180 nm | 130 nm | 90 nm | 65 nm | 45 nm |
| ------------ | -------------- | ------ | ------ | ------ | ----- | ----- | ----- |
| 6T-SRAM      | celda          | 7.56   | 4.65   | 2.43   | 1.36  | 0.71  | 0.34  |
| 6T-SRAM      | con sobrecarga | 11.28  | 7.18   | 3.73   | 2.09  | 1.09  | 0.52  |
| 1T-SRAM      | celda          | 3.51   | 1.97   | 1.10   | 0.61  | 0.32  | 0.15  |
| 1T-SRAM      | con sobrecarga | 7.0    | 3.6    | 1.9    | 1.1   | 0.57  | 0.28  |
| 1T-SRAM-Q    | celda          |        |        | 0.50   | 0.28  | 0.15  | 0.07  |
| 1T-SRAM-Q    | con sobrecarga |        |        | 1.05   | 0.55  | 0.29  | 0.14  |